# Челбогашев, Геннадий Карпович
Челбогашев Геннадий Карпович (род. 1965, Берёзовая Речка, Кемеровская область) — архитектор и художник, проживает в Санкт-Петербурге. Профессор Московского отделения Международной академии Архитектуры, ассистент кафедры архитектуры Института живописи, скульптуры и архитектуры имени И. Е. Репина.

## Биография
Родился в шорской деревне Берёзовая Речка (на территории современного Таштагольского района) в 1965 году, рано осиротел, жил и учился в междуреченской школе-интернате № 5. После её окончания уехал в Кемерово, где в 1987 году окончил с отличием архитектурно-строительный техникум и переехал в Санкт-Петербург. В 1993 окончил Всероссийскую Академию художеств с золотой медалью, и остался преподавать в ней. Член Союза архитекторов России (1994). В 1993—1997 годы работал в Академии художеств преподавателем графики и архитектором в мастерской Г. А. Васильева (†1998). В 1998 году открыл свою архитектурную мастерскую. В 2011 году избран профессором московского отделения Международной академии Архитектуры.
Руководит архитектурной мастерской ООО «АДС», «Модерн».
В 2013 году награждён Правительством Санкт-Петербурга премией в области изобразительного искусства.

## Архитектурные проекты
- 1995 — православный храм во имя Усекновения Главы Иоанна Предтечи на Пискаревском кладбище, в соавторстве с архитектором Г. А. Васильевым. Проект победил в 4-м Международном смотре-конкурсе лучших архитектурных произведений года, и в 3-м Российском фестивале «Зодчество-95»[10]. Не был реализован.

- 1998 — Церковь Сретения Господня, построена в 2009 году. Являлся продолжением проекта архитектора Г. А. Васильева, умершего в 1998 году[11][12]. Проект был отмечен дипломом на российском фестивале «Зодчество-98» и 6-м Международном смотре-конкурсе[10], золотым дипломом на «Архитектон-2003», бронзовыми на «Архитектон-2008» и «Зодчество-2008»[8][13][14].

- 1997—1998 — памятник И. С. Тургеневу на Манежной площади (в соавторстве со скульпторами Я. Я. Нейманом и В. Д. Свешниковым), открыт в 2001 году. Проект победил в конкурсах Союза художников России[15][10][16][17].

- 2000 — «Культурно-торговый центр в п. Сярьги Всеволожского района». Получил золотой диплом «Архитектон-2002»[13][10].

- Никольская церковь в Баку (в соавторстве с архитектором Анной Генераловой). Отмечен дипломом Международной ассоциации союзов архитекторов стран СНГ на очередном смотре в Баку[10].

- 2000 — победитель конкурса «Памятник жертвам радиационных аварий и катастроф», проведенном Союзом Архитекторов СПб по запросу администрации Калининского района[18]. После конкурса администрация отдала предпочтение проекту В. Б. Бухаева и И. Б. Корнеева занявшему второе место, объяснив своё решение техническо-финансовыми причинами[10].

- 2002—2003 — жилой дом на улице Черняховского, 13 (Серебряные дипломы «Архитектон-2003» и «Зодчество-2003»[13], X-го международного фестиваля «Зодчество-2002»[19])

- Проект «Чайного павильона» резиденции президента РФ на Валдае[5].

- 2009 — бизнес-центр на Пироговской наб., 17. Золотой диплом в конкурсе «Архитектон-2009»[20][13].

- 2010 — победитель всероссийского конкурса проектов памятника Петру Багратиону (скульптор Ян Нейман). Памятник открыт в честь 200-летия Бородинского сражения[21]. За этот проект Правительство Санкт-Петербурга наградило премией в области изобразительного искусства[9][4].

- 2019 — победитель в конкурсе на проект памятника адмиралу Ушакову на пл. Труда Санкт-Петербурга. В конкурсе принимали участие 32 проекта из разных городов России, в финал вышли четыре работы, причем все авторы из Петербурга[22].